# Cappella della Misericordia
La cappella della Misericordia (ex chiesa del Corpus Domini) è un edificio sacro che si trova ad Anghiari. Un tempo oratorio della Compagnia dello Spirito Santo, oggi ospita il Museo della Misericordia mentre la confraternita della Misericordia usa un oratorio ai piedi del paese, lungo il corso Matteotti.

## Storia e descrizione
La chiesa fu eretta nel corso dell'ampio intervento edilizio che riqualificò il nucleo medievale di Anghiari nella seconda metà del Quattrocento. L'impianto rettangolare dell'edificio è spartito da due ampie arcate poggianti su tre pilastri a base quadrata con capitelli compositi.